# Sutjeska Nemzeti Park
A Sutjeska Nemzeti Park (szerbül: Национални парк Сутјеск / Nacionalni park Sutjeska) nemzeti park Bosznia-Hercegovina délkeleti felén, a Boszniai Szerb Köztársaság területén. Az 1962-ben alapított park az országban a legrégebbi, nevét a rajta látványos szurdokkal keresztülfolyó Sutjeska folyóról kapta. Nevezetessége a montenegrói határon található 2386 méteres Maglić, az ország legmagasabb csúcsa. A Perućica szigorúan védett területe, amely Európa utolsó két őserdejének egyike, szintén a park része. A terület arról is ismert, hogy az 1943-as sutjeskai csata helyszíne volt a második világháború idején. A Sutjeska Nemzeti Park az EUROPARC Szövetség tagja.

## Története
A parkot 1962-ben alapították meg, ez Bosznia-Hercegovinában a legnagyobb területű és a legkorábban létrehozott nemzeti park. Létrehozása azonban inkább azon alapult, hogy a Jugoszlávia számára fontos történelmi csaták helyszíne, nem pedig a természetvédelmi értékeinek.
A nemzeti parkban található Perućica erdőrezervátumot 1952-ben hozták létre mint természeti rezervátum tudományos és oktatási célokra. Perućica, amely az utolsó két őserdő egyike Európában, Bosznia-Hercegovinában az öt szigorúan védett terület egyike. 
A park arról is híres, hogy a Sutjeska-völgyi csata helyszíne volt, amely a második világháború idején 1943. május 15-től június 16-ig tartott, és a partizánok győzedelmeskedtek a német megszálló erők felett. A csatában a partizánokat Josip Broz Tito marsall vezette, akik sikeresen kitörtek a bekerítésből, habár elveszítették embereik egyharmadát. Számos nagy méretű partizán emlékmű és szobor emlékezik meg erről az eseményről a park északi szélén Tjentišténél, a  Perućica erdőrezervátum felé vezető úton.
A boszniai háború idején a nagyobb hadműveletek elkerülték a térséget, így napjainkban viszonylag alacsony a taposóaknák okozta veszély.

## Földrajza
A park mintegy 17 500 hektáros területen terül el. Keletről az 1775 méteres Pivska planina-hegy és a Piva-folyó határolja Šćepan poljéig, és tovább a Drina folyó mentén egészen a Sutjeska folyó torkolatáig. Nyugatról a 2014 méteres Zelengora-hegy a 2032 méteres Lelija-heggyel, délkeleten pedig a Maglić, a 2337 méter magas Volujak-hegy és a 2388 méteres Bioč-hegy jelenti a nemzeti park határát. A terület határainak növelésére irányuló bővítési terv korábban 8 331 hektárnyi területre terjed ki, beleértve a Tara folyó kanyonja felé vezető 3500 hektárt is. Ezzel a bővítéssel a Sutjeska Nemzeti Park nemcsak a Boszniai Szerb Köztársaságban, hanem az egész országban is a legnagyobb védett területté vált. A boszniai Sutjeska Nemzeti Park és a szomszédos északnyugat-montenegrói Durmitor Nemzeti Park a határokon átnyúló védett területek közötti együttműködés egyik példája az egykori Jugoszlávia területén.
A park az év nagy részében látogatható, de a tél egy részében csak bizonyos korlátozásokkal járható be. Közúton Szarajevótól 110 kilométerre, a horvátországi Dubrovniktól pedig 142 kilométerre fekszik. A parkot a Belgrád–Višegrad–Herceg Novi összekötőútról lehet megközelíteni. A Trebinje– Foča út a kanyonfalak mentén halad a helyszín felé vezető széles erdőkön keresztül. A völgy a védett terület északi szélén nyílik. Foča város, a montenegrói határ közelében, 20 km-re található a parktól, a legközelebbi város pedig Mratinje. Az ország legmagasabb csúcsa, a Maglić közvetlenül a montenegrói határon magasodik, és kihívást jelentő mászást jelent még tapasztalt túrázók számára is. A Zelengora-hegy népszerű a túrázók körében, lejtőin több újonnan felújított hegyi kunyhó található. A Tara folyó híres a vadvízi evezést kedvelők körében.

### Perućica
A parkban található Perućica erdőrezervátum 6 kilométer hosszú, 1-3 kilométer széles és 1400 hektáros területtel rendelkezik. Az erdőben sok olyan fa él, amelyek életkora meghaladja a 300 évet, az őserdő korát pedig 20 000 évre becsülik. Az állomány különlegességei a világ legmagasabbjai közé tartozó közönséges lucfenyők, amelyek magassága meghaladja az 57 métert. Néhány szakaszon a sűrű erdő szinte áthatolhatatlan, emellett viszonylag sok szürke farkas és barna medve él a környéken. A területet kizárólag a nemzeti park szakembereinek kíséretében lehet látogatni.

### Skakavac-vízesés
A Skakavac-vízesést egy kis hegyi patak alakította ki, amely a Perućica őserdő mélyén található, és ezért szigorúan védett területnek számít. Ez az ország egyik legmagasabb vízesése, magassága mintegy 75 méter, és a sűrű bükkösökből és lucfenyvesekből álló őserdő szegélyezi a völgyét. Az évezredek során a Perućica-patak átvágta magát az erdőn és a Maglić meredek lejtőin, majd egy felső völgyből az alsó völgyig látványos vízesésként bukik át nagy karsztos mészkőgerincen egy 75 méter mély szakadékba. A vízesés után a Perućica-patak a Tjentište-völgynél lévő Sutjeska folyóba torkollik. Mivel a vízesés közvetlenül nem látogatható, így egy látványos panorámájú kilátópontról csodálhatják meg a turisták.

## Élővilága

### Flóra
A park növényzete erdőkből (66%) hegyi legelőkből, rétekből és az ezek feletti sziklagyepekből áll. Különösen az északnyugati lejtőkön fordulnak elő fenyvesek és bükkösök 1600 méteres magasságig, míg a többi irányban a lejtők nagyon meredekek, kopárak és sziklásak. A legelők 1600 méter feletti magasságban találhatók a fennsíkon. A lágyszárú flóra 2600 edényes növényfajból áll (sok közülük ritka és endemikus), emellett körülbelül 100 ehető gombafaj is él a területen. A perućicai erdő 60 méteres vagy annál magasabb, körülbelül 150 centiméteres kerületű bükkfákból áll, valamint endemikus alfajú feketefenyőkből, amelyek a sziklás felületeken telepedtek meg, és védelmet nyújtanak az ősi erdő számára az egész völgyben. A perućicai őserdő fáit még soha nem használták fakitermelésre, és néhányuk akár 300 éves kort is meghaladja.

### Fauna
Az állatpopuláció igen változatos és jelentős. Számos védett fajt, pl. barna medvét, zergét, vaddisznót, szürke farkast, nyestet és nyusztot, vadmacskát, vörös rókát és vadkecskét észleltek a parkban, különösen a perućicai erdőkben. A balkáni zerge (Rupicapra rupicapra balcanica) állománykezelését a parkból származó egyedekkel végezték Európa-szerte. 1963–1987 között Bosznia-Hercegovinába, Horvátországba, valamint 13 másik területre 256 zerge került sikeres betelepítéssel. A parkban több mint 300 madárfaj található a tavak (a parkban a Zelengora hegyláncának 9 tava) és vizes élőhelyek területein. A perućicai erdőkből jelentett madárfajok közül néhány jelentősebb az szirti sas, a vándorsólyom, a szirtifogoly és több fajdformájú faj.

## Galéria

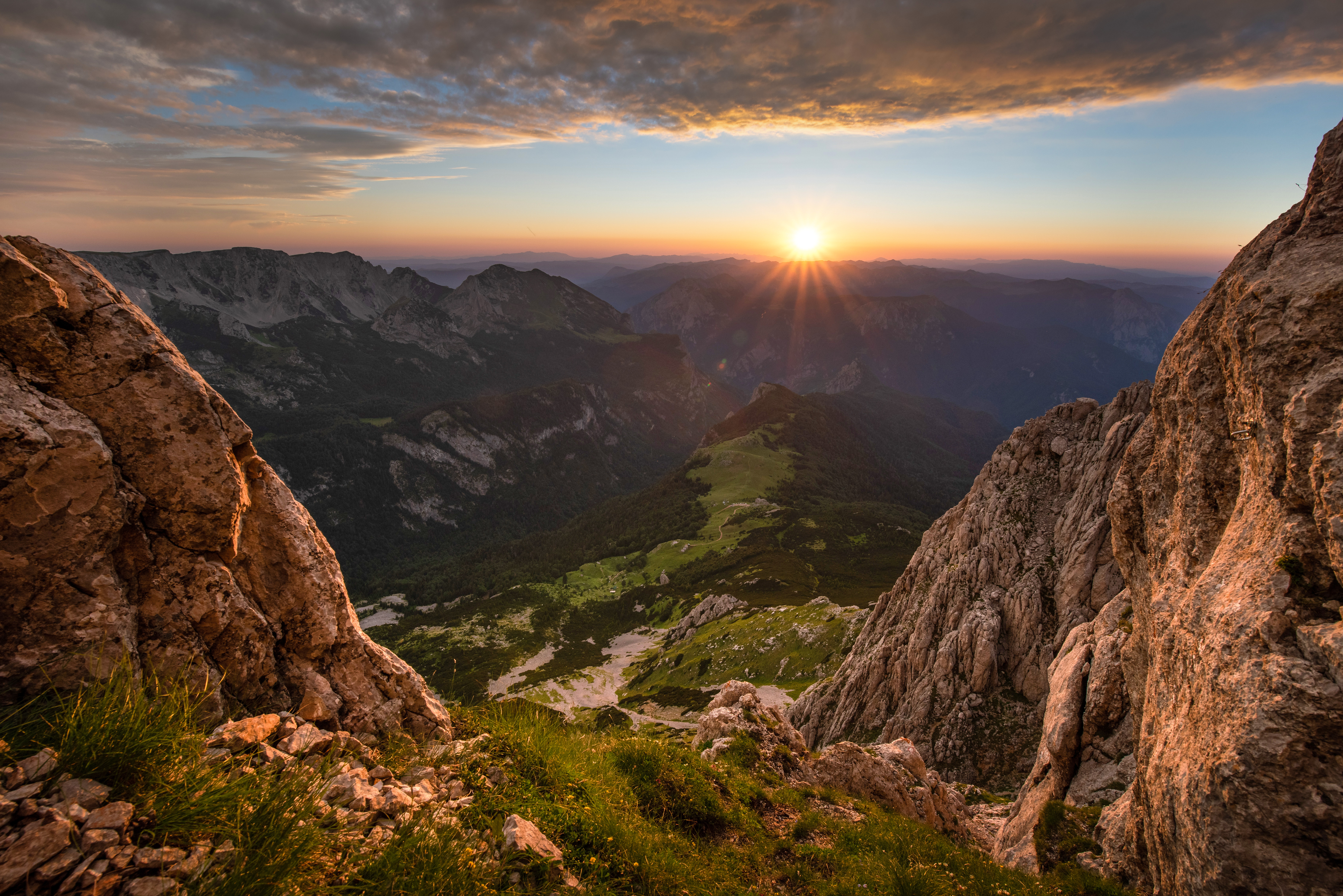
Kilátás a Maglićról
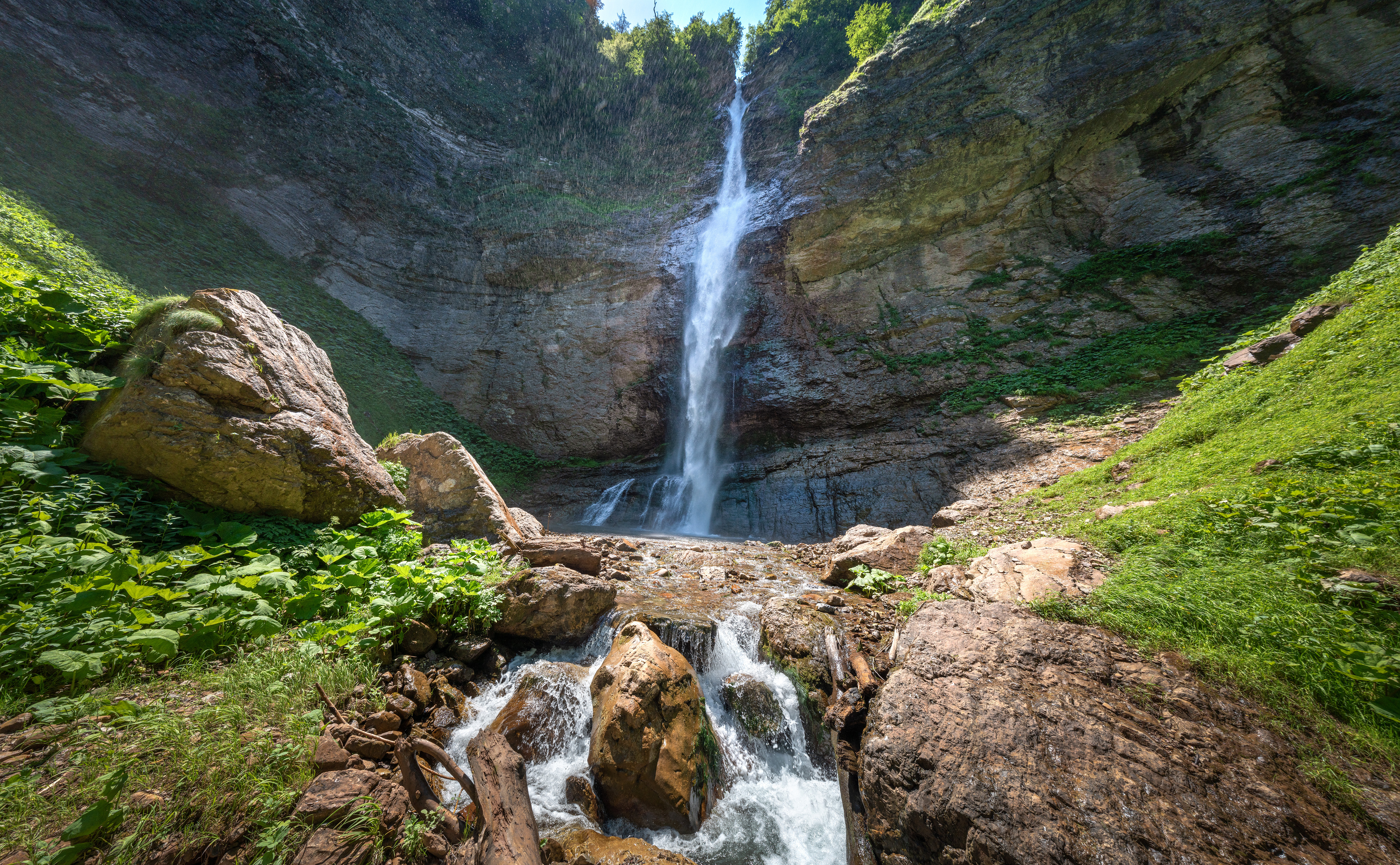
A Skakavac-vízesés
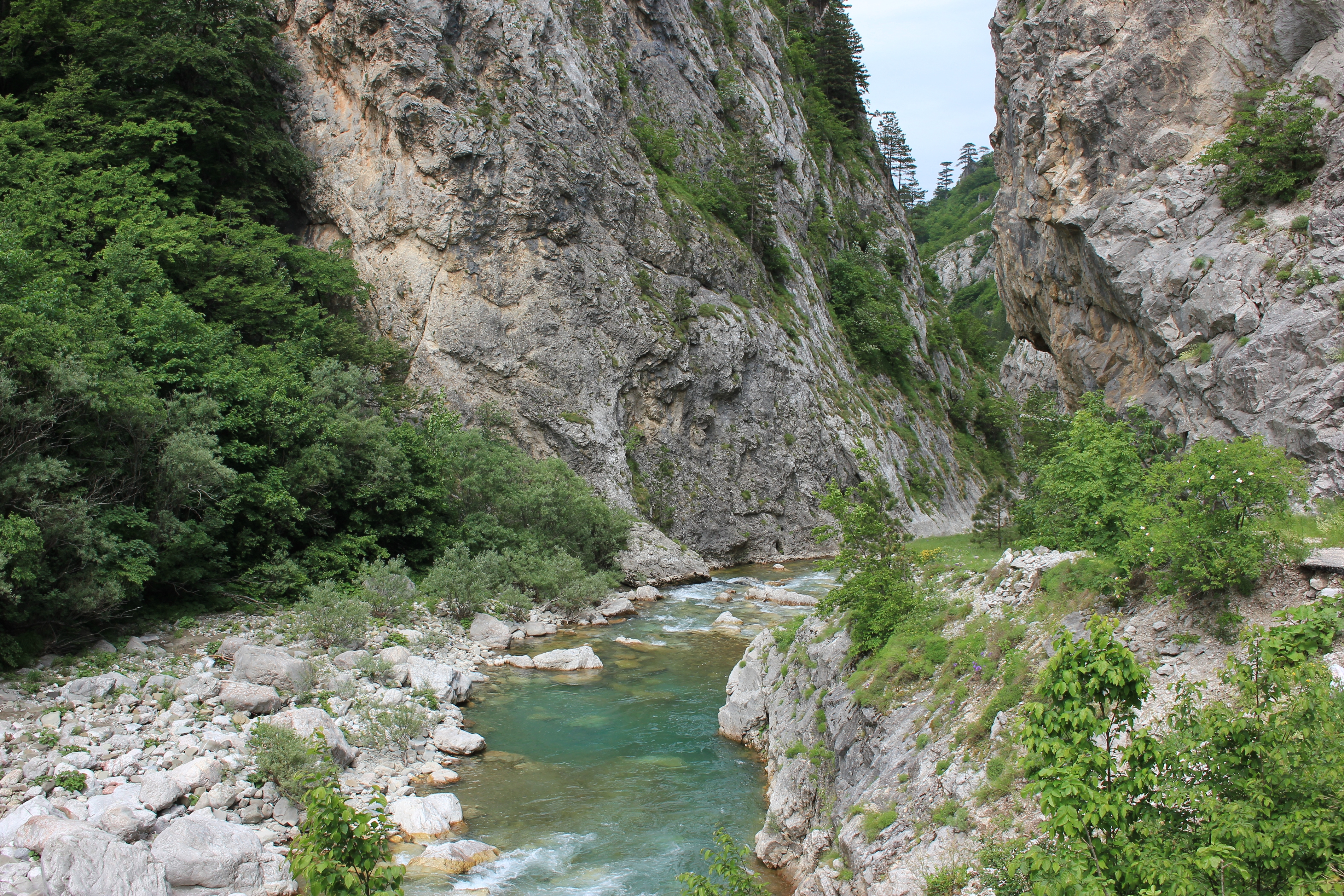
A Sutjeska folyó szurdokvölgye
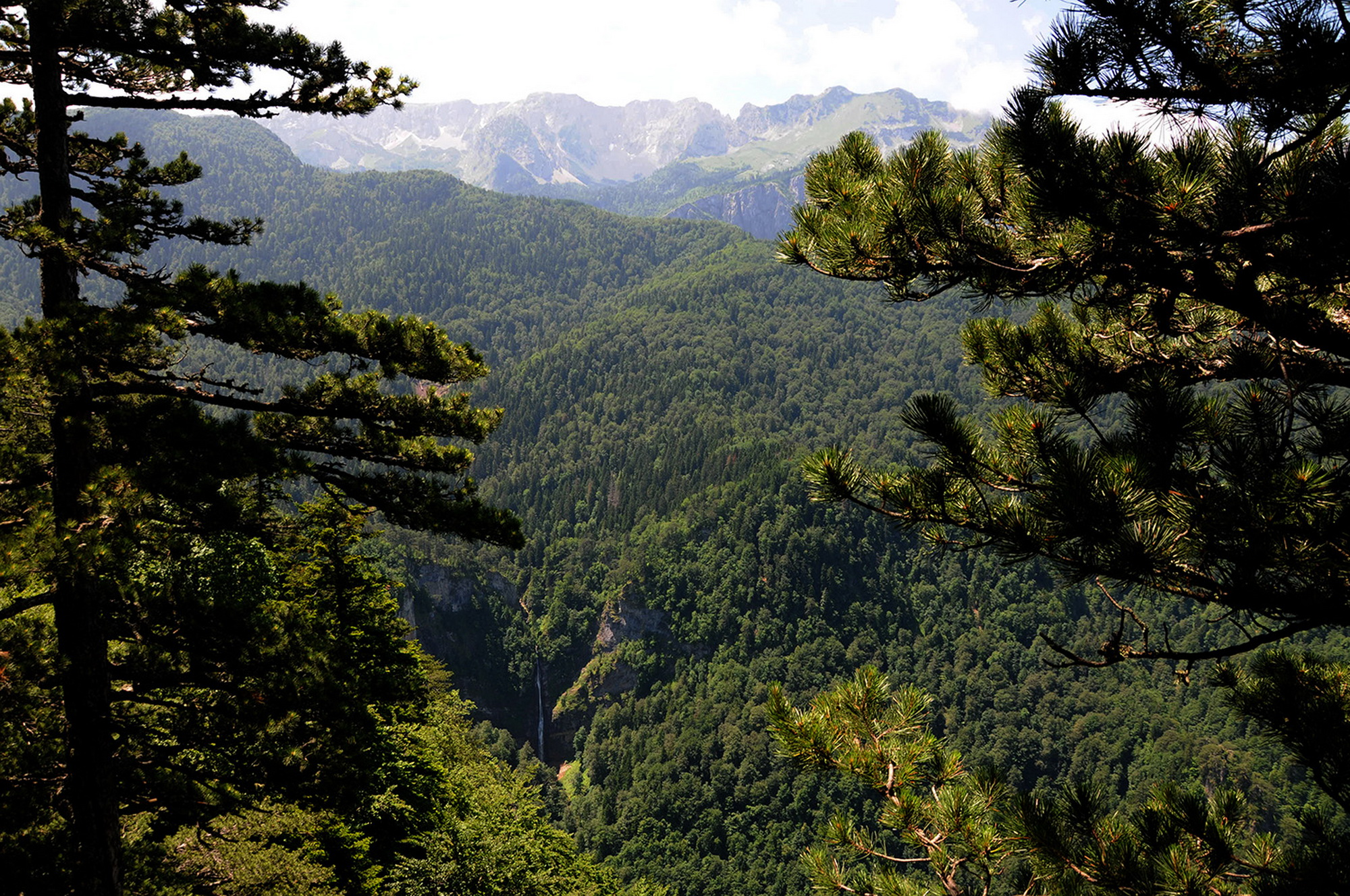
Panoráma a kilátópontról, háttérben a Perućica
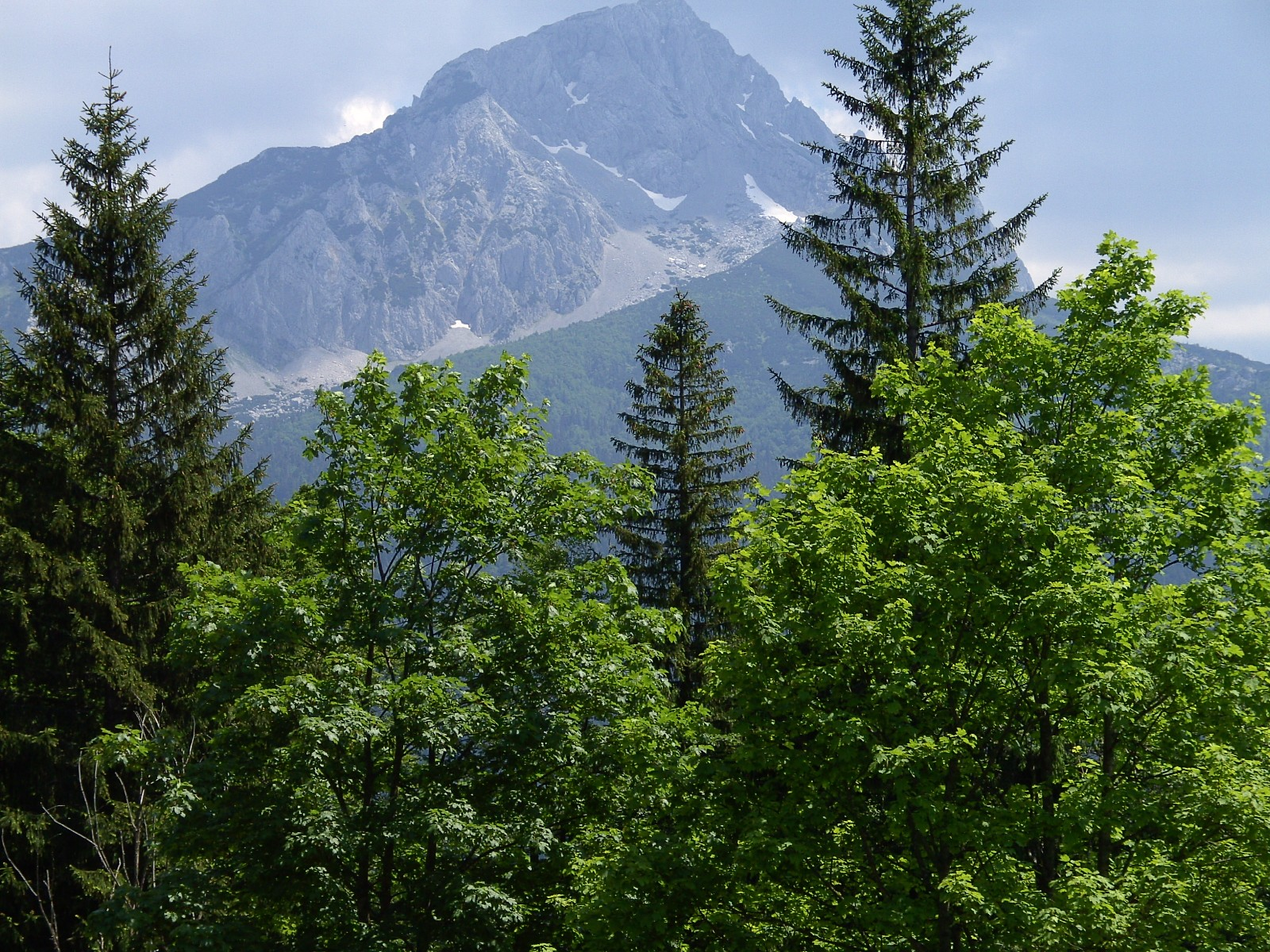
Háttérben a Maglić
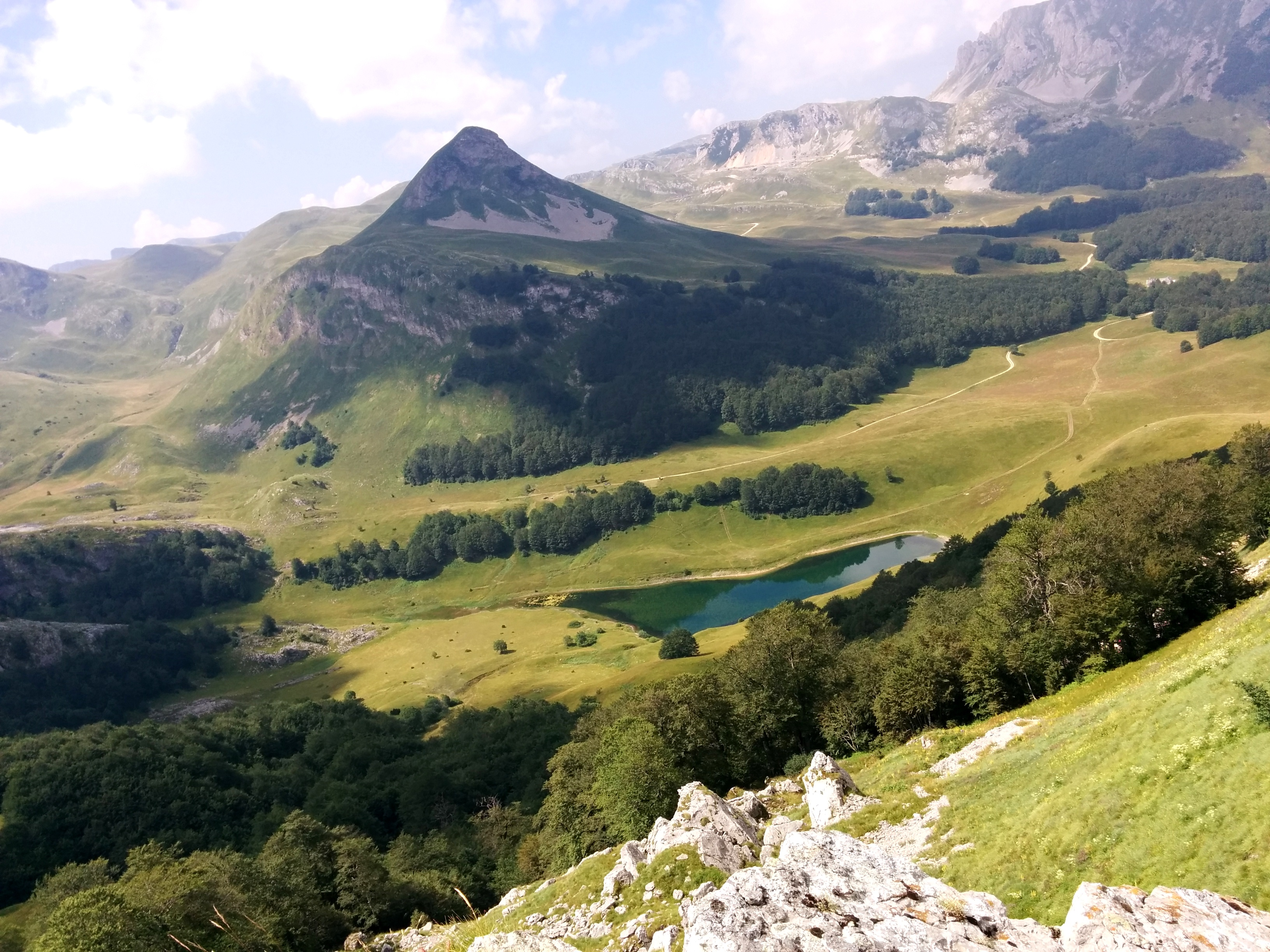
Látványos völgy

## Fordítás
- Ez a szócikk részben vagy egészben  a   Sutjeska National Park című angol Wikipédia-szócikk ezen változatának fordításán alapul.  Az eredeti cikk szerkesztőit annak laptörténete sorolja fel. Ez a jelzés csupán a megfogalmazás eredetét és a szerzői jogokat jelzi, nem szolgál a cikkben szereplő információk forrásmegjelöléseként.